# Песнь о Хюмире
«Песнь о Хюмире» (исл. Hymiskviða) — одна из поэм древнескандинавского «Королевского кодекса» (XIII век), входящая в состав «Старшей Эдды».

## Сюжет
Ваны, вернувшись с охоты, решают устроить пир, и бог Тор отправляется вместе с Тюром к ётуну Хюмиру (отцу Тюра), чтобы взять у него огромный котёл для варки пива. Хюмир устраивает Тору ряд испытаний: тот ловит во время рыбалки мирового змея, используя в качестве наживки голову быка, потом в одиночку доносит до дома ётуна его корабль и разбивает его кубок необычайной прочности о его же голову. В итоге Хюмиру приходится отдать котёл. На обратном пути Тор побеждает целое войско ётунов, а его козёл начинает хромать из-за козней Локи.
Мотив «рыбной ловли Тора» использовал и Снорри Стурлусон в «Младшей Эдде».

## Оценки
Исследователи констатируют, что в «Песни о Хюмире» использованы три мифологических сюжета, изначально не связанные между собой: поездка за котлом, ловля змея и хромота козла Тора. Это единственный источник, в котором Тюр назван сыном Хюмира (традиционно он считался сыном Одина, и автор мог не знать об этой генеалогии). Тема Рагнарёка подвергается здесь комическому переосмыслению. По форме «Песнь о Хюмире» приближается к скальдической поэзии, так как в ней много кеннингов, синтаксических переносов и сложных слов. Кеннинг «родич обезьяны» указывает на позднее происхождение поэмы, поскольку об обезьянах исландцы могли узнать только из христианских текстов. В то же время, по мнению французского исследователя Р. Буайе, отдельные мотивы «Песни о Хюмире» перекликаются с наскальными рисунками эпохи бронзы, что может говорить о древнем происхождении поэмы.
Ж. Дюмезиль считал, что в основе истории о поездке за котлом лежит общий для всех индоевропейцев миф о напитке, дающем бессмертие. По мнению Ф. Р. Шрёдера, изначально Хюмира считали не великаном, а небесным богом старшего поколения, и в «Песни о Хюмире» нашла отражение цепочка связанных между собой мифов: о рождении божественного сына, о похищении напитка, делающего неуязвимым, о борьбе со змеем и свержении старого бога.